# Петрос (Румунія)
Петрос (рум. Petros) — село у повіті Хунедоара в Румунії. Входить до складу комуни Бару.
Село розташоване на відстані 256 км на північний захід від Бухареста, 49 км на південний схід від Деви, 147 км на південь від Клуж-Напоки, 137 км на північ від Крайови.

## Населення
За даними перепису населення 2002 року у селі проживали 787 осіб, з них 782 особи (99,4%) румунів. Рідною мовою 786 осіб (99,9%) назвали румунську.